# Hypoponera villiersi
Hypoponera villiersi es una especie de hormiga del género Hypoponera, subfamilia Ponerinae.